# Kwarkonium
Kwarkonium (ang. quarkonium, liczba mnoga kwarkonia) – stan związany układu kwantowego utworzonego przez kwark i jego własny antykwark. Kwarkonia są szczególnym podzbiorem mezonów pozbawionych zapachu i koloru.
Najlepiej poznanymi kwarkoniami są:
- mezon π0, będący superpozycją kwarkoniów {\displaystyle u{\overline {u}}} i {\displaystyle d{\overline {d}},}
- mezon J/ψ, przykład czarmonium {\displaystyle (c{\overline {c}}),} zbudowany z kwarku powabnego i jego antykwarku,
- mezon ϒ, przykład bottomonium {\displaystyle (b{\overline {b}}),} zbudowanego z kwarku spodniego (pięknego) i jego antykwarku.

Kwarkonia mogą być sztucznie otrzymywane w akceleratorach cząstek elementarnych w celu badania ich własności: energii i czasu życia poszczególnych poziomów energetycznych. Badania te pozwalają na doświadczalną weryfikację teorii chromodynamiki kwantowej.
Kwarkonium top jest podstawą jednej z teorii nadawania masy cząstkom elementarnym, alternatywnej do modelu Higgsa. Kwarkonia te miałyby tworzyć kondensat Bosego-Einsteina, który pełniłby funkcję podobną do pola Higgsa w modelu standardowym.